# Дарасун
Дарасу́н (рос. Дарасун) — селище міського типу у складі Каримського району Забайкальського краю, Росія. Адміністративний центр та єдиний населений пункт Дарасунського міського поселення.

## Населення
Населення — 7325 осіб (2010; 8106 у 2002).